# 大橋寅治郎
大橋 寅治郎（おおはし とらじろう、1938年（昭和13年）11月4日 - ）は、日本の実業家、タイ日野自動車副社長、社長、相談役。ティレキー＆ギビンズ・インターナショナル法律事務所上級顧問。公職としてタイ国日本人会会長。

## 経歴
1938年福島県で生まれる。1963年、横浜専門学校(現・神奈川大学）卒業。旧木下産商入社、三井物産を経て、1981年より日野自動車、タイ日野自動車副社長、社長を歴任、1998年退職、2001年まで相談役。ティレキー＆ギビンズ・インターナショナル法律事務所上級顧問。2008年から2016年までタイ国日本人会会長。

## 公職
タイ国日本人会会長（2008年から2016年）

## 叙勲等
- 1994年、通商産業大臣賞（現在の経済産業大臣賞）受賞
- 2017年、旭日小綬章受章[1]